# 松本ぼんぼん
夏まつり 松本ぼんぼん（なつまつり まつもとぼんぼん）は、毎年8月の第1土曜日に長野県松本市の松本駅東側から松本城にかけて広がる中心街で行われる、長野県下最大の夏祭りであり、市内の地区名などを織り込んだ歌に合わせて踊る盆踊り的なイベントである。
長野県内では同時期に「長野びんずる」や「上田わっしょい」など地域振興や観光を目的とした同種のイベントが各地で開催されており、その数は合計13にも及ぶ。
2023年の第49回松本ぼんぼんに向けて、同年6月に松本ぼんぼん公式サイトが開設。(https://matsubon.com)

## 発祥
1971年開始の「長野びんずる」や1972年開始の「上田わっしょい」の後を追う形で、1975年に企画され、大雨に、新型コロナウイルス感染拡大防止のための中止や、リモートの3回を除き、毎年開催されている。「アルプスの里・歴史を偲ぶ城下町に、響かせよう松本ぼんぼんの歌と踊りを！！」をテーマに掲げている。名前の由来は、松本に古くから伝わる女の子の行事「ぼんぼん」からである。
主催は松本ぼんぼん実行委員会で、構成団体として17の団体・企業が名前を連ねている（後述）。また、協力団体が12の団体・企業など、協賛企業が55社である。

## 内容
開催場所は江戸時代からの市街地（駅前大通（電車通）・本町・新伊勢町・伊勢町・中町・西堀・大名町・上土・緑町など）であり、当日17時から22時の間、一帯は歩行者天国となる。連（れん）と呼ばれる参加グループは一般公募であり、市内小中学校・高校・大学から一般企業、官公庁、有志などからなる。連の構成人数は30人以上200人以下と決まっている。参加登録人数の増減や道路の整備状況により踊って回るコースが調整される。
楽曲は4コーラスからなっており、トータルで3分ほどである。実際の祭りではメインコーラスが継ぎ目無くループするよう編集されたものを用い、通常18分（6ターン）または21分（7ターン）で一区切りとなっている。（かつては30分を一区切りとしていたこともあり、また異なる演奏時間の編集も用意されているようである。） 通常21分の踊りを2回、18分の踊りを5回行い、途中に10分、15分の休憩が挟まれる。
時間帯は17時50分から始まり21時10分までとなっているが、未成年者などが多い連は早めに踊りを終了することもできる（任意：参加申込書に記載欄あり）。以前は21時半過ぎまで踊っていたが、2001年開催時より終了を21時に早め、参加者・関係者・見物客による一斉ゴミ拾い「ゴミゼロ運動」が行われるようになった。2022年は新型コロナウイルス感染拡大防止のため、参加者は従来の４分の１の５０００人以内にする計画だ。
普通の盆踊りより曲のテンポは速く、サンバ調とも評される。振り付けの動作は大きいが難しくはない。長野市や上田市のそれとは違い、振り付けの変更はルール上禁止されている。
参加要綱に "松本ぼんぼんは「踊りコンクール」です" と明示されており、毎年数名の審査員が各参加連の踊りを審査し、各賞を決定している。「基本の踊りができているか」「マナーを守っているか」「連全体がまとまっているか」などを中心にチェックし、最優秀賞（1）、優秀賞（2）、マナー賞（3）、アイデア賞（3）、ユーモア賞（3）、ハッスル賞（3）、審査員特別賞（若干）、特別賞（若干）を祭りの終了までに決め、即日表彰を行う。
前述の通り、企画、準備および当日の運営は、「松本ぼんぼん実行委員会」（構成団体:松本市・松本商工会議所・松本商店街連盟・松本市町会連合会・松本市駐車場事業協同組合・松本青年会議所・松本大型店懇談会・松本市内旅館組合連合会・松本地区タクシー協議会・松本旅料飲食団体協議会・松本レクリエーション協会・松本市連合婦人会・松本民踊連盟・松本交通安全協会・信濃毎日新聞社・東日本旅客鉄道・アルピコ交通）で行っている。

## 規模・反響
2014年開催の第39回は、過去最多の全315連、約27,100人が参加した。見物客は天候に恵まれれば例年20数万人に達する。これは、松本市の総人口の1割以上に相当する人が踊りに参加し、例年総人口に匹敵する見物客が集まることになる。コース総延長は約6.4kmあるが、参加者の増加で調整が難しくなってきている。
市民及び周辺住民の人気イベントとして定着しており、一部の人は省略して松ぼん（まつぼん）と呼ぶ場合もある。
テレビ松本（ケーブルテレビ会社）では、毎年生中継で祭りの模様を伝えている。JR篠ノ井線、JR大糸線、アルピコ交通上高地線では、臨時列車が運行される。
反響はブラジルにまで及び、楽曲はマツリダンスという踊りの中でも用いられている。外部リンクdiscover nikkei参照。

## 楽曲
松本ぼんぼん
- 作詞：上野浩
松本ぼんぼんの元となった女の子の行事「ぼんぼん」に絡めた歌詞となっているほか、2番では男の子の行事「青山さま」も登場する。ご当地ソングの例に漏れず、松本城や安曇野、女鳥羽川、大手・筑摩・深志といった松本盆地内の地名が歌詞に散りばめられている。

- 作曲：水谷川忠俊
- 振付：西田尭歌

### レコード(EP)
- 歌唱：前川陽子（代表曲に『ひょっこりひょうたん島』、『キューティーハニー』など。ささきいさお・水木一郎・堀江美都子と並んで、「アニメソング四天王」と称される有名な歌手）
＋大野徹也（テノール歌手）
＋東映ヤングフレッシュ
1番、3番は女声、2番は男声、4番は混声。
- 制作：松本商工会議所、松本商店街連盟、東京アート・ビューロー
- レコード制作：赤坂ミュージックスタジオ
- レコード番号：AMS-230、AMS-272（相互にジャケットのデザインが異なる）

### CD(マキシシングル)
- 歌唱：比気由美子、さいとう武若
1番、3番は女声、2番、4番は混声。
- 販売元：キングレコード
- CD番号：KICM 5532
- 発売日：2009年11月6日